# Amour et Honneur (film, 2006)
Pour les articles homonymes, voir Amour et Honneur.
Pour plus de détails, voir Fiche technique et Distribution.
Amour et Honneur (武士の一分, Bushi no ichibun) est un film japonais réalisé par Yōji Yamada, sorti en 2006.
C'est le troisième volet de la trilogie Samouraï après Le Samouraï du crépuscule et La Servante et le Samouraï.

## Fiche technique
- Titre : Amour et Honneur
- Titre original : 武士の一分 (Bushi no ichibun?)
- Réalisation : Yōji Yamada
- Scénario : Yōji Yamada, Emiko Hiramatsu et Ichirō Yamamoto d'après le roman de Shūhei Fujisawa
- Musique : Isao Tomita
- Photographie : Mutsuo Naganuma
- Montage : Iwao Ishii
- Production : Hiroshi Fukazawa et Ichirō Yamamoto
- Société de production : Asahi Broadcasting Corporation, Hakuhodo DY Media Partners, J Dream, Nagoya Broadcasting Network, Nippon Shuppan Hanbai, Shōchiku, Sumitomo Corporation, TV Asahi, Tokyo FM Broadcasting Co., Yahoo Japan et Yomiuri Telecasting Corporation
- Société de distribution : Shōchiku (Japon), Eleven Arts (États-Unis)
- Pays de production :  Japon
- Langue originale : japonais
- Genre : Drame et romance
- Durée : 122 minutes
- Dates de sortie : 
  - Japon : 1er décembre 2006[1]

## Distribution
- Takuya Kimura : Shinnojo Mimura
- Rei Dan : Kayo Mimura
- Mitsugorō Bandō : Toya Shimada
- Takashi Sasano : Tokuhei
- Kaori Momoi : Ine Hatano
- Nenji Kobayashi : Sakunosuke Higuchi
- Ken Ogata : le professeur d'escrime de Shinnojo
- Makoto Akatsuka
- Toshiki Ayata : Kanjuro Takigawa

## Distinctions

### Récompenses
- Japan Academy Prize 2005[2]
  - Meilleur second rôle masculin pour Takashi Sasano
  - Meilleure photographie
  - Meilleure lumière

### Nominations
- Japan Academy Prize 2005[2]
  - Meilleur film
  - Meilleur acteur pour Takuya Kimura (a décliné sa nomination[3])
  - Meilleure actrice pour Rei Dan
  - Meilleur second rôle féminin pour Kaori Momoi
  - Meilleur réalisateur
  - Meilleur scénario
  - Meilleur montage
  - Meilleure direction artistique
  - Meilleure musique
  - Meilleur son